# Tamames
Tamames is een gemeente in de Spaanse provincie Salamanca in de regio Castilië en León met een oppervlakte van 60,89 km². Tamames telt 826 inwoners (1 januari 2016).